# Sea of Sorrow
Sea of Sorrow è un singolo del gruppo rock statunitense Alice in Chains, pubblicato nel 1992 ed estratto dall'album Facelift.

## Video
Il videoclip della canzone è stato pubblicato in due versioni. Il video originale è stato diretto da Paul Rachman, mentre la seconda versione è stata diretta da Martyn Atkins.

## Tracce
1. Sea of Sorrow (edit) – 4:34
2. Sea of Sorrow – 5:49

## Formazione
- Layne Staley – voce
- Jerry Cantrell – chitarra, cori
- Mike Starr – basso
- Sean Kinney – batteria, percussioni, piano

## Classifiche
| Classifica (1991)             | Posizione massima |
| ----------------------------- | ----------------- |
| Stati Uniti (mainstream rock) | 27                |